# Nonyma inermicollis
Nonyma inermicollis là một loài bọ cánh cứng trong họ Cerambycidae.